# Rick Aviles
Rick Aviles (New York, 1952. október 14. – Los Angeles, 1995. március 17.) Puerto Ricó-i származású amerikai színész.

## Élete
Aviles az 1970-es és 1980-as években stand-up komikusként dolgozott egy New York-i éjszakai klubban, mielőtt szerepet kapott az 1981-es Ágyúgolyó futam című filmben. Számos mozi és TV-filmben illetve sorozatban szerepelt és 1987 és 1991 között a "It's Showtime at the Apollo" című show-műsor házigazdájaként is tevékenykedett.
Legemlékezetesebb szerepe Willie Lopez nevű gyilkos a Ghostban. Olyan híres filmrendezők filmjeiben játszott, mint Jim Jarmusch (Mystery Train), Francis Ford Coppola (A Keresztapa III.) vagy Brian De Palma (Carlito útja).

## Halála
Avilesnek drogproblémái voltak és heroinfüggő volt, aminek következtében elkapta a HIV vírust. 1995. március 17-én Los Angelesben, AIDS okozta komplikációkban halt meg.

## Filmjei
| Film | Film                           | Film              | Film                                       |
| ÉV   | Cím                            | Szerep            | Megjegyzés                                 |
| ---- | ------------------------------ | ----------------- | ------------------------------------------ |
| 1981 | Ágyúgolyó futam                | Mad Dog           |                                            |
| 1984 | Billions for Boris             | Hector            |                                            |
| 1987 | Hamis riport                   | Solo              |                                            |
| 1987 | Dupla vagy semmi               | Maintenance man   |                                            |
| 1988 | Mondo New York                 | Komikus a parkban |                                            |
| 1988 | Spike of Bensonhurst           | Bandana           | Egyáb címek: The Mafia Kid vagy Throwback! |
| 1989 | Mystery Train                  | Will Robinson     | Jelenet: "Lost in Space"                   |
| 1989 | Identity Crisis                | El Toro           |                                            |
| 1990 | Ghost                          | Willie Lopez      |                                            |
| 1990 | A Keresztapa III.              | Álarcos           |                                            |
| 1990 | Zöld kártya                    | Vincent           |                                            |
| 1993 | A sikátor szentje              | Rosario           |                                            |
| 1993 | Carlito útja                   | Quisqueya         |                                            |
| 1995 | Waterworld – Vízivilág         | Gatesman          |                                            |
| 1996 | Bogaras Joe                    | Cockroach         | csak hang                                  |
| TV   |                                |                   |                                            |
| Év   | Cím                            | Szerep            | Megjegyzés                                 |
| 1980 | Mr. and Mrs. Dracula           | Mario             |                                            |
| 1980 | The Day the Women Got Even     | Pancho Diaz       | TV-film                                    |
| 1989 | No Place Like Home             | J.J.              | TV-film                                    |
| 1991 | Monsters                       |                   | 1 részben                                  |
| 1991 | The Carol Burnett Show         | Skit characters   |                                            |
| 1993 | Trópusi nyomozók               | Frankie a patkány | 1 részben                                  |
| 1994 | Végítélet (televíziós sorozat) | Patkányember      | 3 részben                                  |

## Fordítás
- Ez a szócikk részben vagy egészben  a   Rick Aviles című angol Wikipédia-szócikk fordításán alapul.  Az eredeti cikk szerkesztőit annak laptörténete sorolja fel. Ez a jelzés csupán a megfogalmazás eredetét és a szerzői jogokat jelzi, nem szolgál a cikkben szereplő információk forrásmegjelöléseként.